# Crossroads Guitar Festival
Il Crossroads Guitar Festival è una manifestazione musicale, a fini benefici, organizzata dal chitarrista inglese Eric Clapton. Il genere musicale prevalente è il Blues, ma nel festival trovano anche spazio anche il folk, il jazz ed il rock.

## Edizione 2004
Il concerto si è tenuto nel Cotton Bowl Stadium di Dallas, Texas, dal 4 al 6 giugno. Nello stesso anno fu pubblicato un doppio dvd dell'evento contenente 250 minuti di riprese.

### Performers
Alcuni artisti come Jeff Beck, Pat Metheny, Neal Schon, e gli Styx non sono stati inclusi nel dvd. Altri previsti in scaletta hanno invece declinato l'invito, ad esempio Steve Lukather e Brian May.
- Eric Clapton
- Johnny A.
- Jeff Beck
- Vishwa Mohan Bhatt
- Ron Block
- Booker T. & the M.G.'s
- Doyle Bramhall II
- J. J. Cale
- Larry Carlton
- Robert Cray
- Sheryl Crow
- Bo Diddley
- Jerry Douglas
- Nathan East
- David "Honeyboy" Edwards
- Vince Gill
- Buddy Guy
- David Hidalgo
- Zakir Hussain
- David James
- Eric Johnson

- B.B. King
- Sonny Landreth
- Jonny Lang
- Robert Lockwood, Jr.
- John Mayer
- John McLaughlin
- Pat Metheny
- Robert Randolph & The Family Band
- Duke Robillard
- Carlos Santana
- Neal Schon
- Hubert Sumlin
- James Taylor
- Dan Tyminski
- Steve Vai
- Jimmie Vaughan
- Joe Walsh
- ZZ Top
- David Johansen

### DVD tracklist

#### Disco 1
1. "Cocaine" (Eric Clapton)

2. "Love In Vain Blues" (Robert Lockwood Jr.)

3. "Killing Floor" (Eric Clapton, Robert Cray, Hubert Sumlin & Jimmie Vaughan)

4. "Sweet Home Chicago" (Eric Clapton, Robert Cray, Buddy Guy, Hubert Sumlin & Jimmie Vaughan)

5. "Six Strings Down" (Eric Clapton, Robert Cray, Robert Randolph & Jimmie Vaughan)

6. "Rock Me Baby" (Eric Clapton, Buddy Guy, B. B. King & Jimmie Vaughan)

7. "I Am a Man of Constant Sorrow" (Dan Tyminski with Ron Block)

8. "Road to Nash Vegas" (Dan Tyminski with Ron Block)

9. "Copperline" (James Taylor with Jerry Douglas)

10. "Steamroller" (James Taylor with Joe Walsh)

11. "Oklahoma Borderline" (Vince Gill with Jerry Douglas)

12. "What the Cowgirls Do" (Vince Gill with Jerry Douglas)

13. "After Midnight" (J. J. Cale with Eric Clapton)

14. "Call Me the Breeze" (J. J. Cale with Eric Clapton)

15. "The March" (Robert Randolph & The Family Band)

16. "Green Light Girl" (Doyle Bramhall II)

17. "Jingo" (Carlos Santana with Eric Clapton)

18. "City Love" (John Mayer)

#### Disco 2
1. "Rag Bihag" (Vishwa Mohan Bhatt)

2. "Tones for Elvin Jones" (John McLaughlin)

3. "Josie" (Larry Carlton)

4. "Going Down Slow" (David "Honeyboy" Edwards)

5. "If I Had Possession Over Judgement Day" (Eric Clapton)

6. "Time Makes Two" (Robert Cray)

7. "Give Me Up Again" (Jonny Lang)

8. "Neighborhood" (David Hidalgo)

9. "I'm the Hell Outta Here" (Steve Vai)

10. "Desert Rose" (Eric Johnson)

11. "Funk 49" (Joe Walsh)

12. "Rocky Mountain Way" (Joe Walsh)

13. "I Shot the Sheriff" (Eric Clapton)

14. "Have You Ever Loved a Woman (Blues in C)" (Eric Clapton)

15. "La Grange" (ZZ Top)

16. "Tush" (ZZ Top)
"Layla" è inclusa come "ghost track":
accedendo agli "Extra" del 2º disco e premendo il tasto sinistro del mouse in modo che nulla sia selezionato e poi premendo il tasto "Invio" apparirà la traccia nascosta.

## Edizione 2007
Il concerto del 2007 fu tenuto al Toyota Park di Bridgeview, Illinois il 28 luglio. I 28.000 biglietti disponibili andarono esauriti in soli 22 minuti. Il dvd del concerto è stato pubblicato il 20 novembre dello stesso anno.

### Performers
- Bill Murray
- Sonny Landreth^
  - Eric Clapton^
- John McLaughlin^
- Alison Krauss and Union Station
- Doyle Bramhall II^
- The Derek Trucks Band
  - Susan Tedeschi
  - Johnny Winter
- Robert Randolph & The Family Band^
- Robert Cray^
  - Jimmie Vaughan^
  - Hubert Sumlin^
  - B.B. King^
- Aaron Loesch
- John Mayer^

- Vince Gill^
  - Albert Lee
  - Sheryl Crow^
  - Alison Krauss
  - Willie Nelson
- Los Lobos
- Jeff Beck^
  - Tal Wilkenfeld
  - Vinnie Colaiuta
- Eric Clapton^
  - Doyle Bramhall II^
  - Derek Trucks
  - Robbie Robertson
  - Steve Winwood
  - Willie Weeks
- Buddy Guy^
  - Eric Clapton^
  - John Mayer^
  - Robert Cray^
  - Hubert Sumlin^
  - Johnny Winter
  - Jimmie Vaughan^

^ - Artisti che si sono esibiti anche nell'edizione del 2004.

### DVD tracklist

#### Disco 1
1. Introduzione – Bill Murray

2. Uberesso – Sonny Landreth

3. Hell At Home – Sonny Landreth with Eric Clapton

4. Maharina – John McLaughlin

5. Rosie – Doyle Bramhall II

6. Outside Woman Blues – Doyle Bramhall II

7. Little By Little – Susan Tedeschi with The Derek Trucks Band

8. Anyday – The Derek Trucks Band

9. Highway 61 Revisited - Johnny Winter with The Derek Trucks Band

10. Nobodysoul – Robert Randolph & The Family Band

11. Poor Johnny – The Robert Cray Band

12. Dirty Work At The Crossroads – Jimmie Vaughan with The Robert Cray Band

13. Sitting On Top Of The World - Hubert Sumlin with The Robert Cray Band & Jimmie Vaughan

14. Paying The Cost To Be The Boss – B.B. King with The Robert Cray Band with Jimmie Vaughan & Hubert Sumlin

15. Rock Me Baby - B.B. King with The Robert Cray Band with Jimmie Vaughan & Hubert Sumlin

16. Sweet Thing – Vince Gill

17. Country Boy – Albert Lee with Vince Gill

18. If It Makes You Happy - Sheryl Crow with Vince Gill & Albert Lee

19. Tulsa Time - Sheryl Crow with Eric Clapton, Vince Gill & Albert Lee

20. Blue Eyes Crying In The Rain - Willie Nelson with Vince Gill & Albert Lee

21. On the Road Again - Willie Nelson with Sheryl Crow, Vince Gill & Albert Lee

#### Disco 2
1. Belief – John Mayer

2. Gravity – John Mayer

3. Don't Worry Baby – Los Lobos

4. Mas y Mas – Los Lobos

5. Cause We've Ended As Lovers – Jeff Beck

6. Big Block – Jeff Beck

7. Tell the Truth – Eric Clapton

8. Little Queen of Spades – Eric Clapton

9. Isn't It A Pity – Eric Clapton

10. Who Do You Love – Robbie Robertson with Eric Clapton

11. Presence Of The Lord – Steve Winwood and Eric Clapton

12. Can't Find My Way Home – Steve Winwood and Eric Clapton

13. Had To Cry Today – Steve Winwood and Eric Clapton

14. Dear Mr. Fantasy – Steve Winwood

15. Crossroads – Eric Clapton and Steve Winwood

16. Mary Had A Little Lamb – Buddy Guy

17. Damn Right I've Got The Blues – Buddy Guy

18. Sweet Home Chicago – Buddy Guy with Eric Clapton, Robert Cray, John Mayer, Hubert Sumlin, Jimmie Vaughan & Johnny Winter

## Edizione 2010
Il Crossroads festival del 2010 fu tenuto al Toyota Park di Chicago il 26 giugno 2010.

### Performers
- Kirby Kelley (vincitore del Guitar Center's 2009 King of the Blues contest)
- Sonny Landreth^*
- Robert Randolph and the Family Band^* con Joe Bonamassa e Pino Daniele
- The Robert Cray Band^* con Jimmie Vaughan^* e Hubert Sumlin^*
- Bert Jansch
- Stefan Grossman con Keb' Mo'
- ZZ Top^
- Doyle Bramhall II^* insieme a Faded Boogie, Gary Clark Jr., Sheryl Crow^*, Derek Trucks* e Susan Tedeschi*
- Vince Gill^* con Albert Lee*, James Burton^ e Keb' Mo'
- Citizen Cope con Sheryl Crow
- Earl Klugh
- John Mayer Trio^*
- Buddy Guy^* con Jonny Lang^ e Ronnie Wood
- The Derek Trucks* con Susan Tedeschi* Band, Warren Haynes, Sheryl Crow, David Hidalgo^*, Cesar Rosas*, e Johnny
- Winter*
- Jeff Beck^* con Rhonda Smith, Narada Michael Walden e Jason Rebello*
- Eric Clapton^* con Steve Winwood*, Citizen Cope e Jeff Beck
- B.B. King^* con The Robert Cray Band, Jimmie Vaughan e Eric Clapton
- Jam finale con molti artisti con la canzone "Sweet Home Chicago"

^ - Artisti che si sono esibiti anche nell'edizione del 2004. * - Artisti che si sono esibiti anche nell'edizione del 2007.

### DVD tracklist

#### Disco 1
1. Introduction (Bill Murray with Eric Clapton)

2. Promise Land (Sonny Landreth with Eric Clapton)

3. Z Rider (Sonny Landreth)

4. Traveling Shoes (Robert Randolph and the Family Band)

5. Going Down (Joe Bonamassa & Pino Daniele with Robert Randolph)

6. Robert Cray Introduction (Bill Murray)

7. Killing Floor (Robert Cray, Jimmie Vaughan & Hubert Sumlin)

8. Six Stings Down (Jimmie Vaughan, Robert Cray & Hubert Sumlin)

9. ZZ Top Introduction (Bill Murray)

10. Waiting For the Bus (ZZ Top)

11. Jesus Just Left Chicago (ZZ Top)

12. Gypsy Blood (Doyle Bramhall II)

13. In My Time Of Dying (Doyle Bramhall II)

14. Bright Lights (Gary Clark Jr)

15. Long Road Home (Sheryl Crow with Derek Trucks, Susan Tedeschi, Doyle Bramhall II & Gary Clark Jr)

16. Our Love Is Fading (Sheryl Crow with Eric Clapton, Doyle Bramhall II & Gary Clark Jr)

17. Blackwaterside (Bert Jansch)

18. Mississippi Blues (Stefan Grossman with Keb Mo)

19. Roll ‘N' Tumble (Stefan Grossman with Keb Mo)

20. Vince Gill Introduction (Bill Murray)

21. One More Last Chance (Vince Gill, Keb Mo, James Burton, Earl Klugh, Albert Lee)

22. Mystery Train (Vince Gill, James Burton, Albert Lee, Keb Mo, Earl Klugh)

23. Lay Down Sally (Vince Gill, Keb Mo, Albert Lee, James Burton, Earl Klugh & Sheryl Crow)

24. Angelina (Earl Klugh)

25. Vonetta (Earl Klugh)

26. John Mayer Introduction (Bill Murray)

27. Who Did You Think I Was (John Mayer Trio)

28. Ain't No Sunshine (John Mayer Trio)

#### Disco 2
1. Derek Trucks Introduction (Bill Murray)

2. Midnight In Harlem (Derek Trucks & Susan Tedeschi Band)

3. Comin' Home (Derek Trucks & Susan Tedeschi Band featuring Warren Haynes)

4. Soulshine (Warren Haynes)

5. Don't Keep Me Wondering (David Hidalgo and Cesar Rojas featuring Derek Trucks)

6. Space Captain (Derek Trucks & Susan Tedeschi Band featuring Warren Haynes, David Hidalgo, Cesar Rojas, Chris Stainton)

7. Buddy Guy with Jonny Lang & Ronnie Wood Introduction (Bill Murray)

8. Five Long Years (Buddy Guy with Jonny Lang & Ronnie Wood)

9. Miss You (Buddy Guy with Jonny Lang & Ronnie Wood)

10. Jeff Beck Introduction (Bill Murray)

11. Hammerhead (Jeff Beck)

12. Nessun Dorma (Jeff Beck)

13. Eric Clapton Introduction (Bill Murray)

14. Eric Clapton – Crossroads

15. Citizen Cope & Eric Clapton – Hands of the Saints

16. I Shot The Sheriff (Eric Clapton)

17. Shake Your Money Maker (Eric Clapton & Jeff Beck)

18. Had To Cry (Eric Clapton & Steve Winwood)

19. Voodoo Chile (Eric Clapton & Steve Winwood)

20. Dear Mr. Fantasy (Eric Clapton & Steve Winwood)

21. BB King Introduction (Bill Murray)

22. Finale: The Thrill Is Gone (Eric Clapton, BB King, Robert Cray, Jimmie Vaughan and others)